# Проспект Лесі Українки (Дніпро)
Проспект Лесі Українки — проспект у місті Дніпрі, південна, паралельна до головного проспекту Дмитра Яворницького, вулиця в Центральному й Чечелівському районах міста.
Простягається зі сходу на захід, випливаючи з вулиці Святослава Хороброго в історичному районі Млини й закінчується проспектом Сергія Нігояна на Чечелівці. Довжина проспекту Лесі Українки — 1,9 км.

## Історія
Історична назва вулиці — Воєнна. У 1899 року, до 100-річного ювілею російського письменника Олександра Пушкіна, що був на поселенні у Катеринославі, вулицю перейменовано його ім'ям. У листопаді 1901 року на цій же вулиці було встановлено пам'ятник Пушкіну.
16 листопада 2022 року, у зв'язку з деколонізацією, Дніпровська міська рада перейменувала проспект Пушкіна на проспект Лесі Українки — української письменниці, перекладачки та культурної діячки.
16 грудня 2022 року демонтовано пам'ятник Пушкіну.

## Архітектура
Забудований катеринославськими й післявоєнними сталінськими будинками.

## Будівлі
- сквер Героїв з Парком ракет, пам'ятником ліквідаторам Чорнобильської катастрофи, меморіальним знаком загиблим десантникам, стелою «Героям України — гордість регіона!»;
- № 26 — Дитяча лікарня № 3;
- № 29/31 — Центральний районний суд;
- на розі вулиці Савченко — пам'ятник секретарю підпільного міському комітету комуністичної партії СРСР Юрію (Георгію) Савченко, (1969);
- № 36 — Міжрегіональне вище професійне училище з поліграфії та інформаційних технологій;
- № 61 — Художній центр «Будинок художника»,
- № 61-Б — Благодійний фонд «Карітас»;
- № 65 — Чечелівська районна рада;
- № 67 — Чечелівський районний відділ РАЦС;
- № 75 — середня загальноосвітня школа № 12;
- № 77-А — Дніпровський коледж залізничного транспорту та транспортної інфраструктури;
- № 77-Б — Чечелівський районний суд.

## Перехресні вулиці
- вулиця Святослава Хороброго
- вулиця Лазаря Глоби
- бульвар Кучеревського
- проспект Олександра Поля
- вулиця В'ячеслава Чорновола
- вулиця Степана Бандери
- Філософська вулиця
- вулиця Надії Алексєєнко
- вулиця Дмитра Скоробогатова
- Січовий провулок
- Робоча вулиця
- Ярмарковий узвіз
- Канатна вулиця
- Аптекарський провулок
- проспект Сергія Нігояна

## Транспорт
Вулицею курсують трамвайні маршрути № 5 й частково № 12, 17, та тролейбусні — № А, 4 та 5.

## Мешканці
- В будинку № 21, кв. 49 мешкав живописець Єрмолов Ігор Олексійович[3].
- В будинку № 31 Б, кв. 19 мешкав скульптор Гончаров Володимир Михайлович[4].
- В будинку № 61 мешкали:

- кв. № 1. — Магро Петро Іванович — живописець, графік;
- кв. № 2. — Жиляк Степан Васильович — скульптор;
- кв. № 5. — Чернявський Георгій Георгійович — живописець; Потапенко Андрій Ілліч — живописець;;
- кв. № 6. — Борисов Борис Петрович — художник-оформлювач;
- кв. № 8. — Клименко Федір Максимович — живописець, графік;
- кв. № 7. — Костенко Анатолій Олександрович — живописець, графік; Костенко Вікторія Миколаївна — графік;
- кв. № 9. — Козулін Мусій Якович — живописець, графік;
- кв. № 10. — Щукін Анатолій Костянтинович — графік;
- кв. № 11. — Невечеря Олександр Георгійович — скульптор;
- кв. № 12. — Родзін Микола Іванович — графік;
- кв. № 13. — Павлов Юрій Павлович — скульптор;
- кв. № 14. — Корякін Юрій Дмитрович — живописець, графік;
- кв. № 16. — Кокін Михайло Олександрович — живописець; Котляревська Марія Євгенівна — графік;

## Галерея

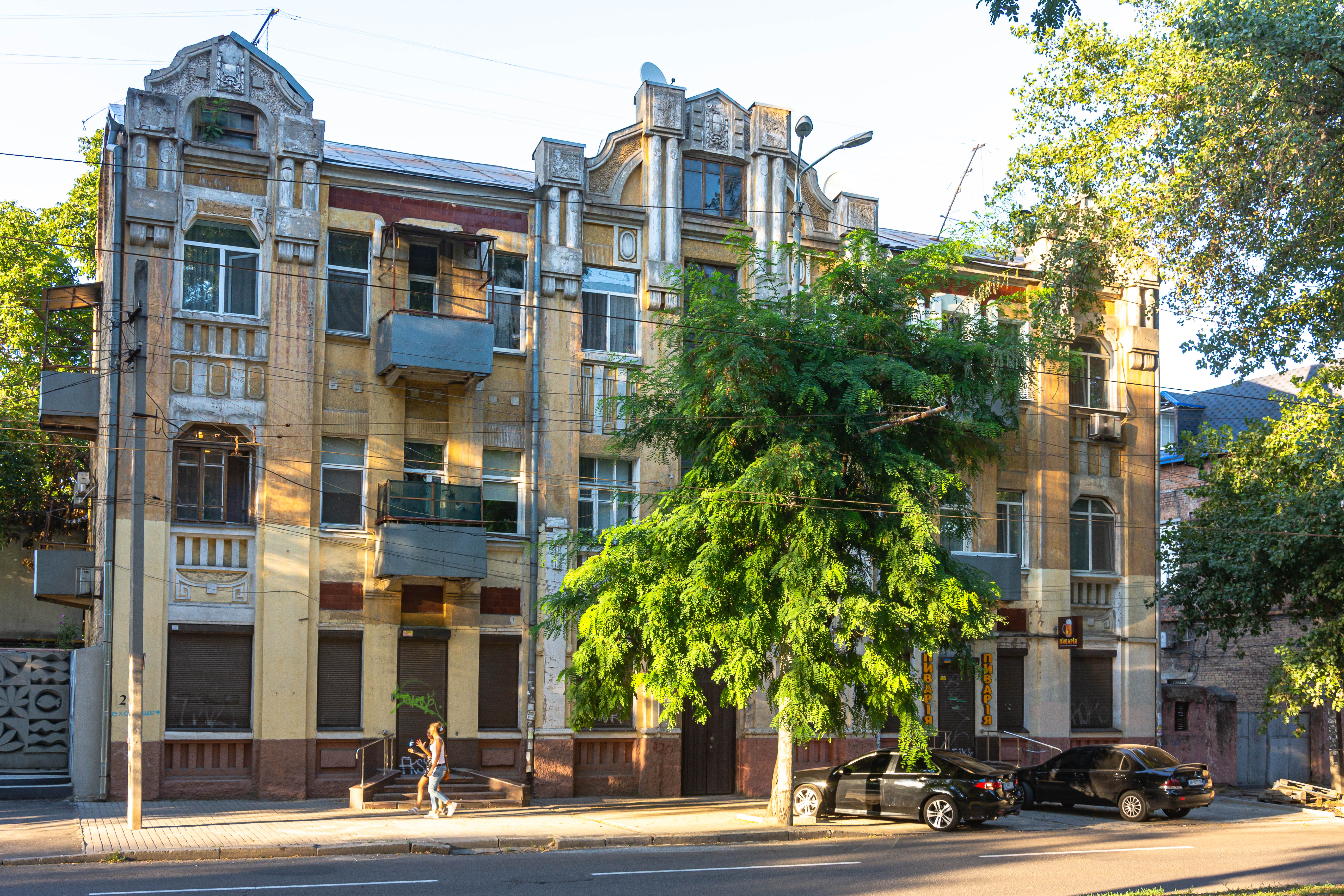
Будинок № 22
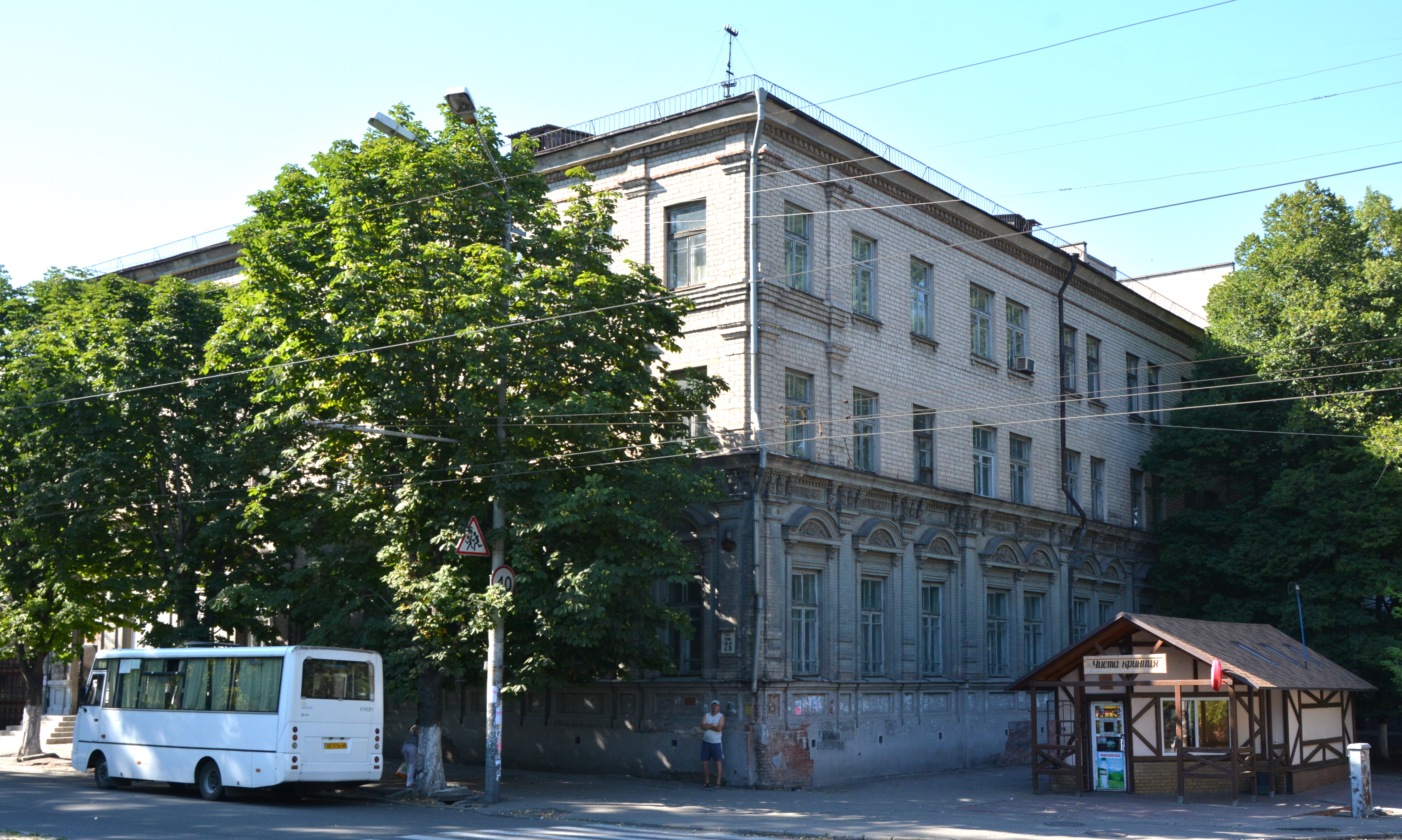
Будинок № 26
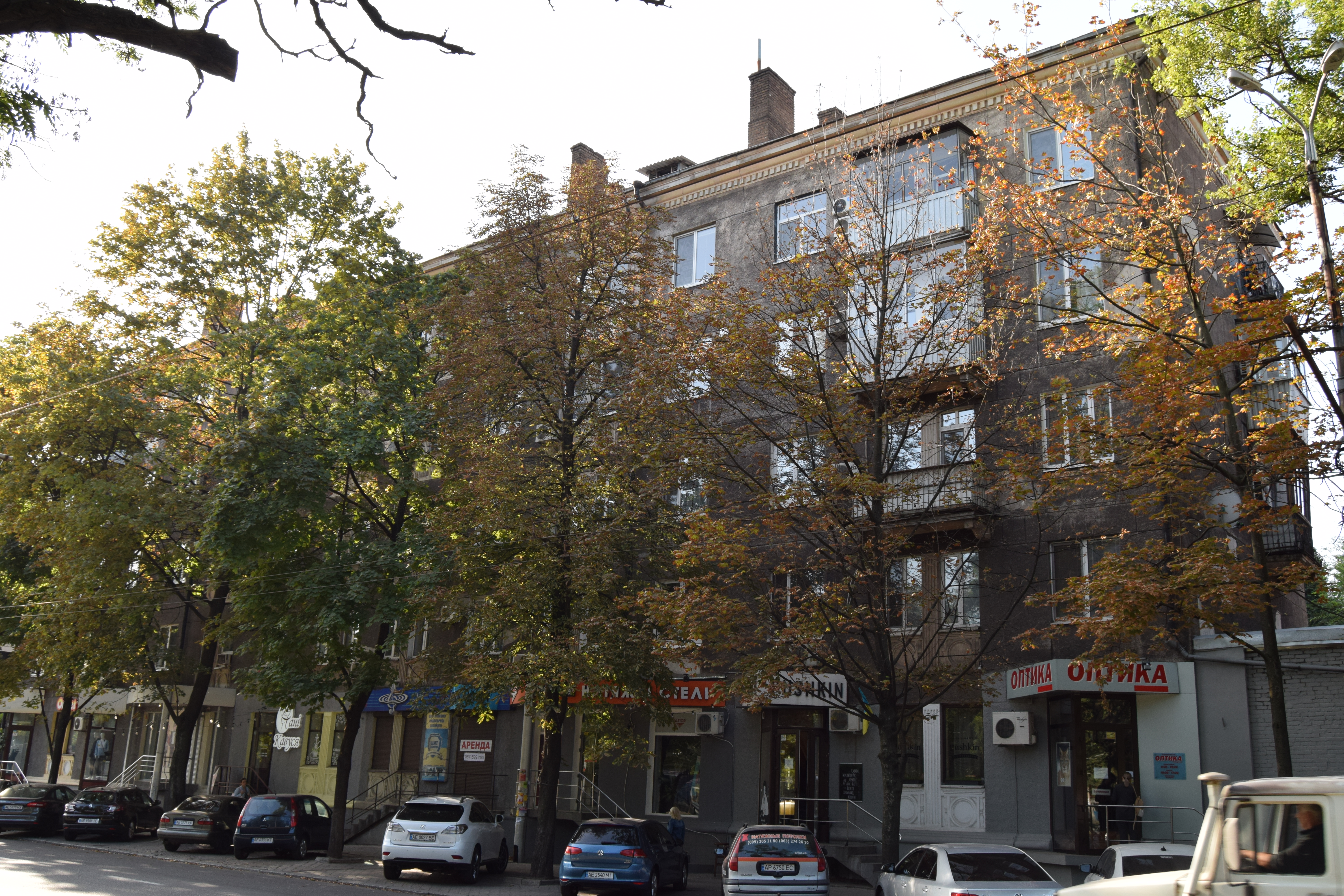
Будинок № 29
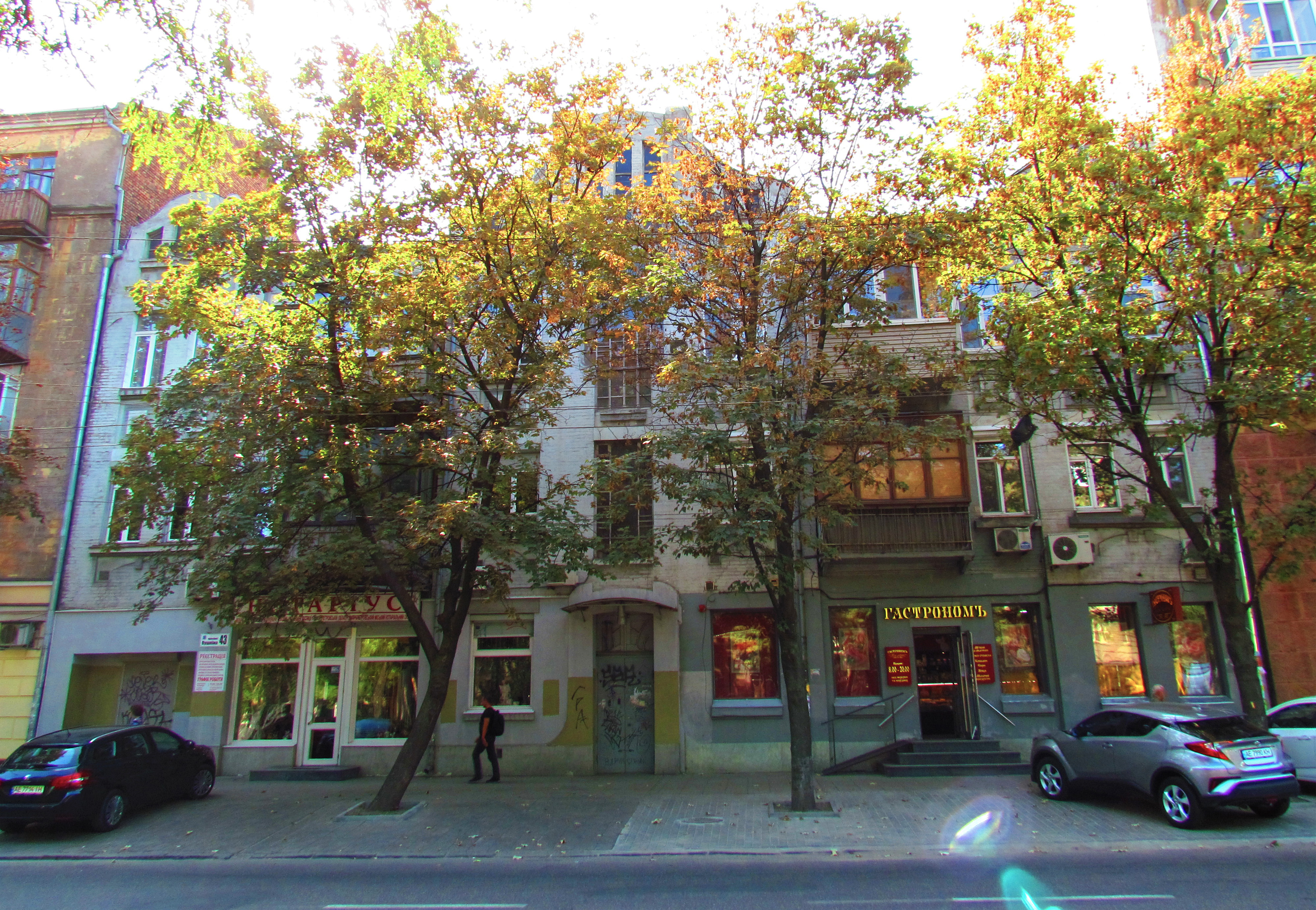
Будинок № 43
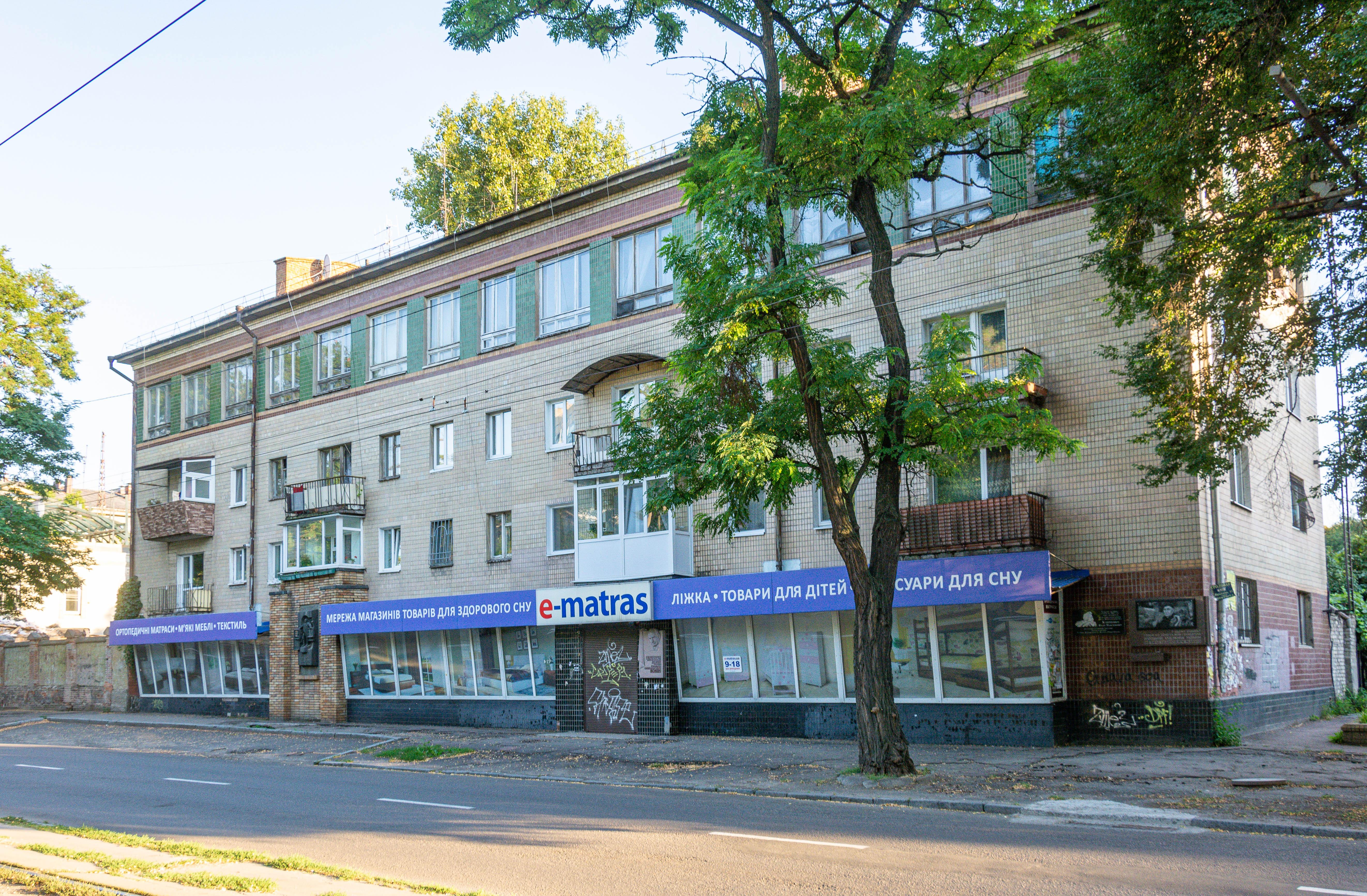
Будинок № 61
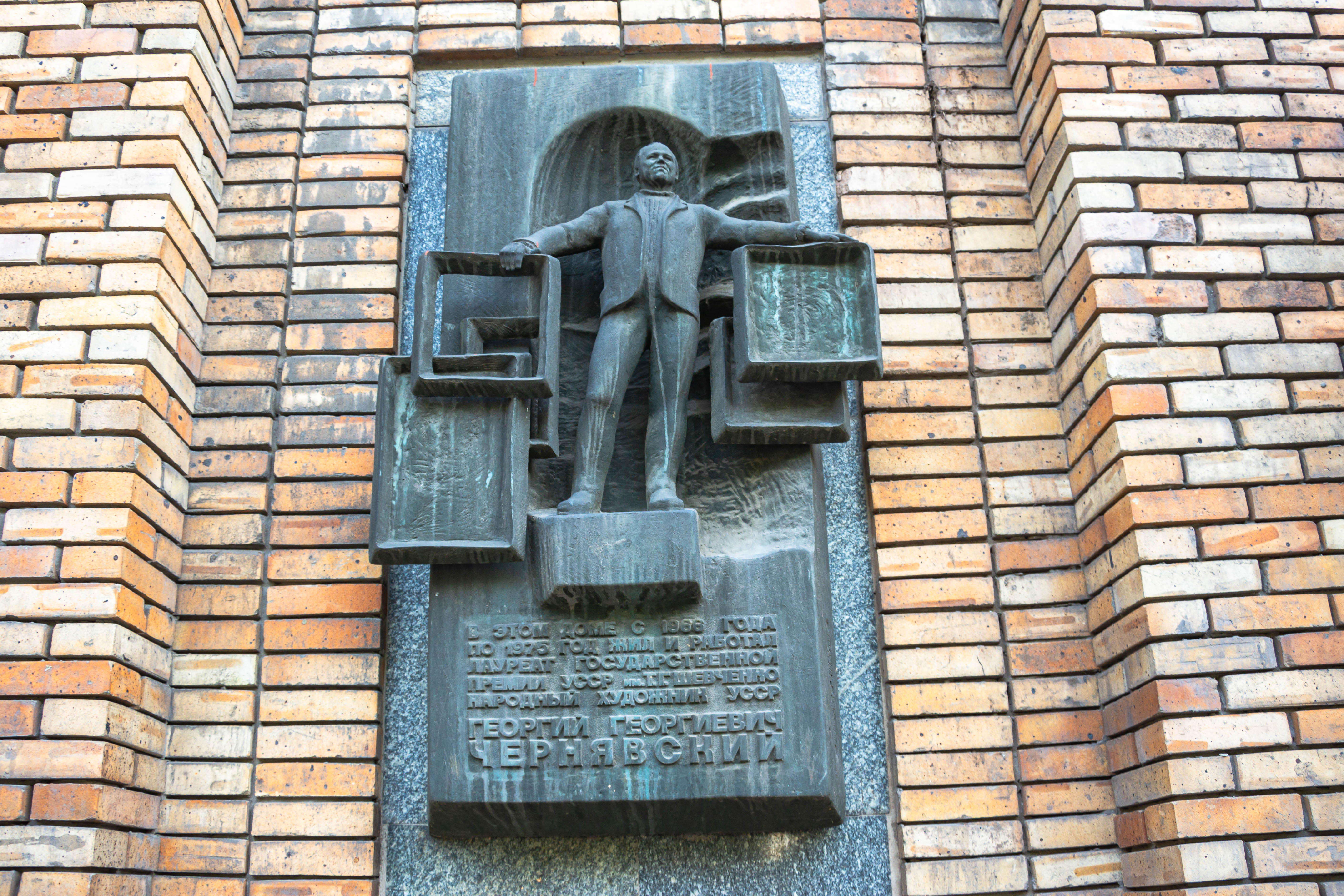
Меморіальна дошка Георгію Чернявському
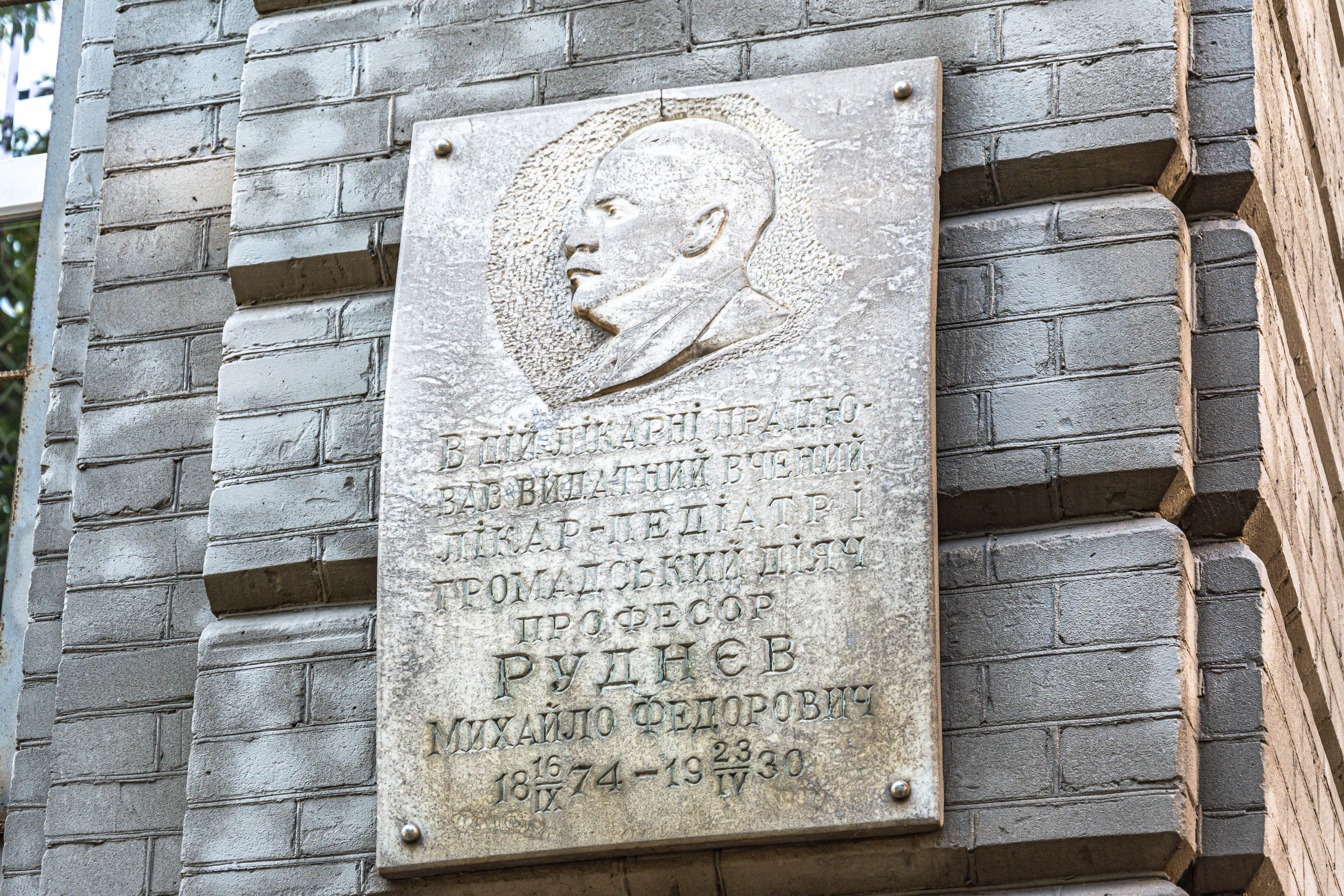
Меморіальна дошка Михайлу Руднєву
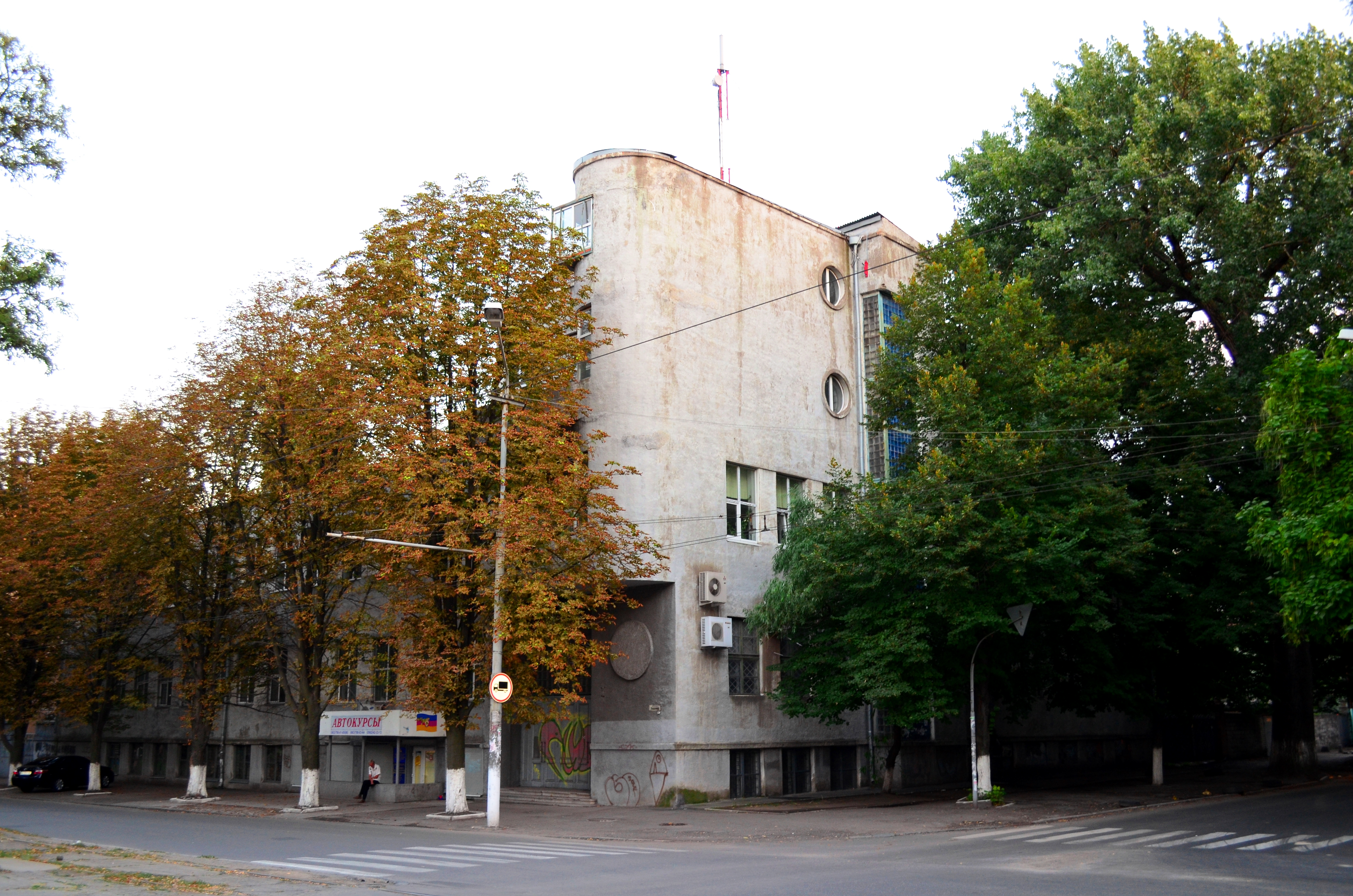
Будівля АТС
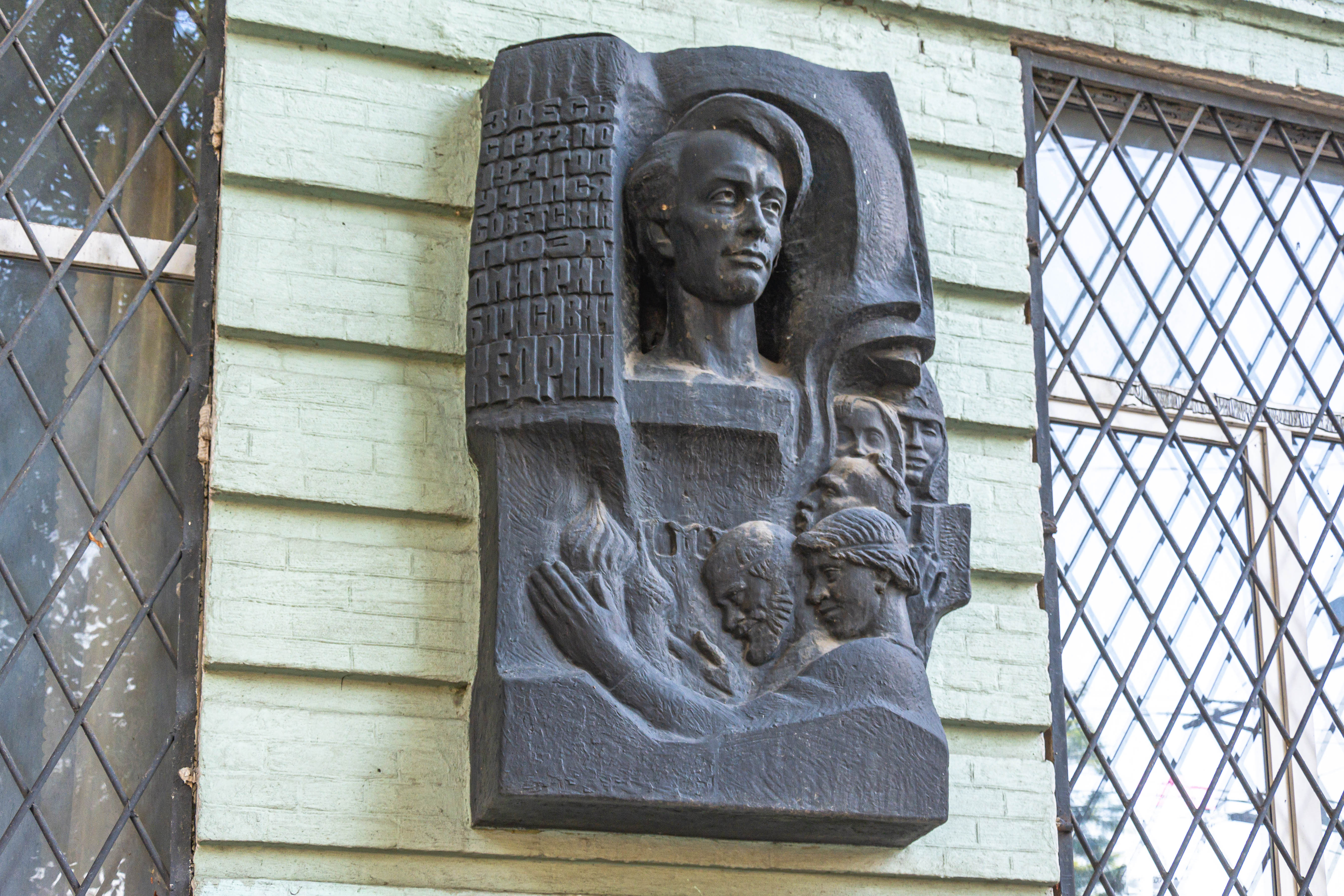
Будинок № 77-А (меморіальна дошка Дмитру Кедріну)
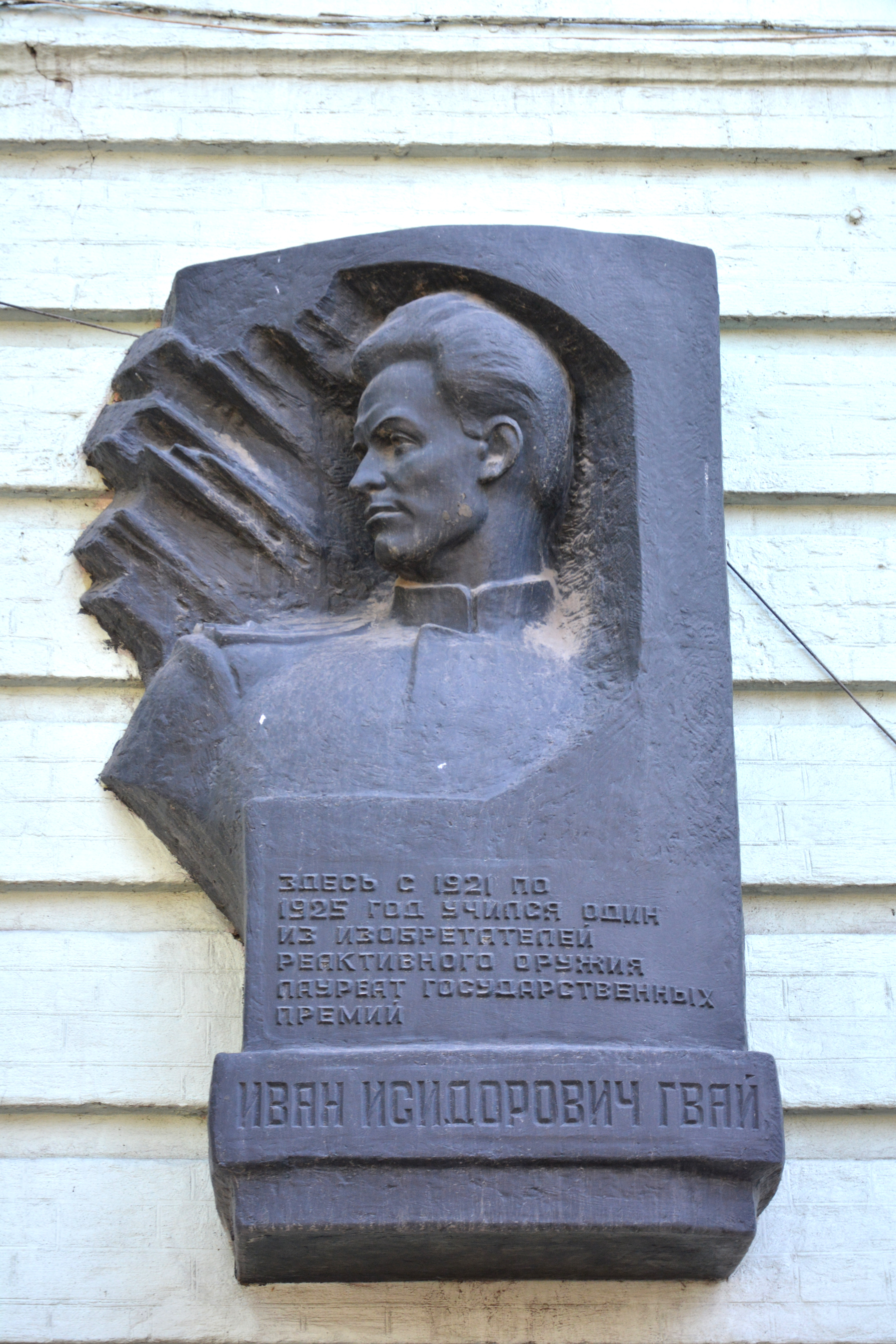
Меморіальна дошка Івану Гваю
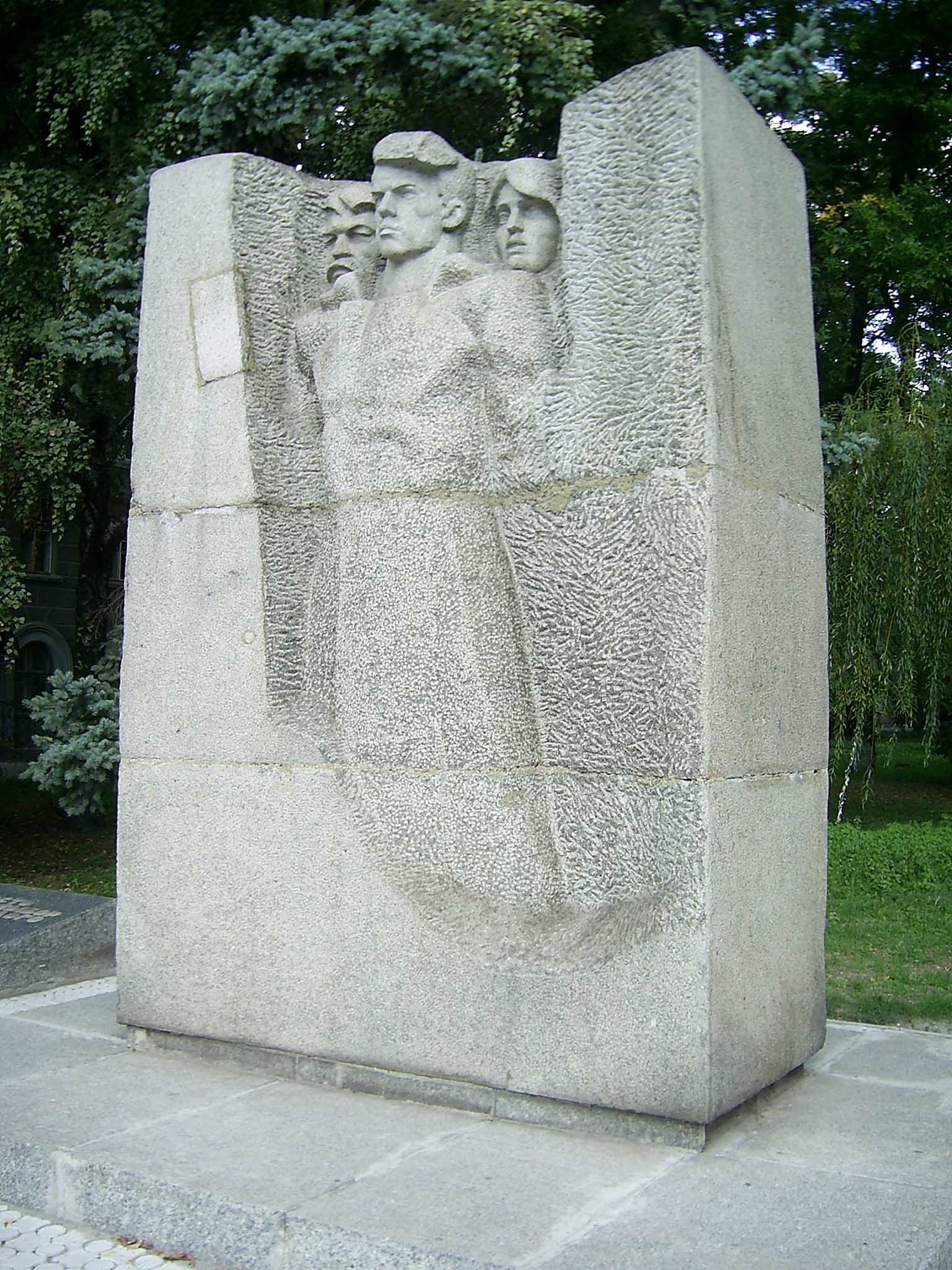
Пам'ятник Георгію Савченку
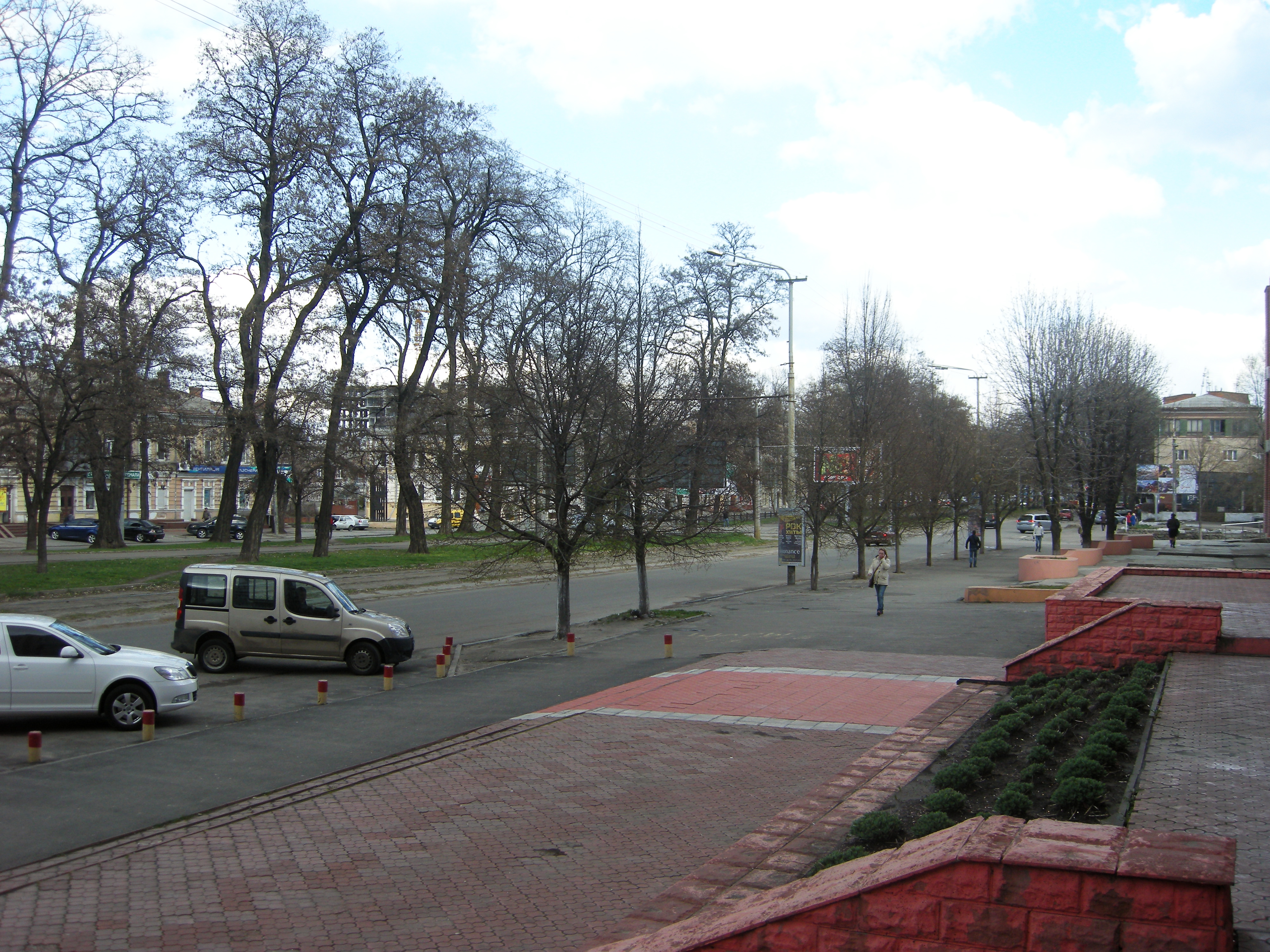
Вигляд на проспект
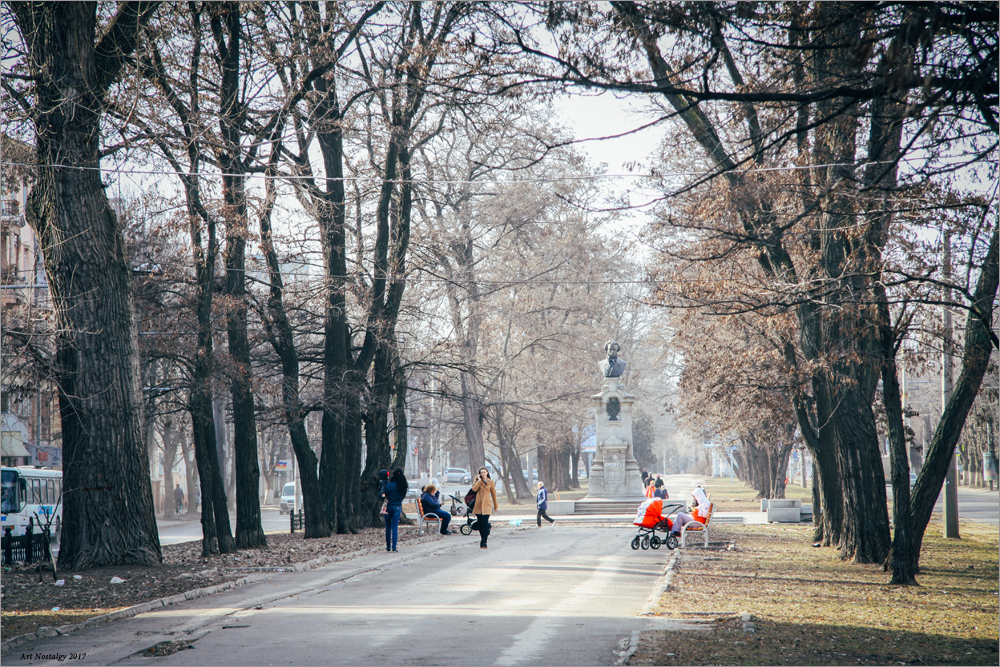
Проспект навесні
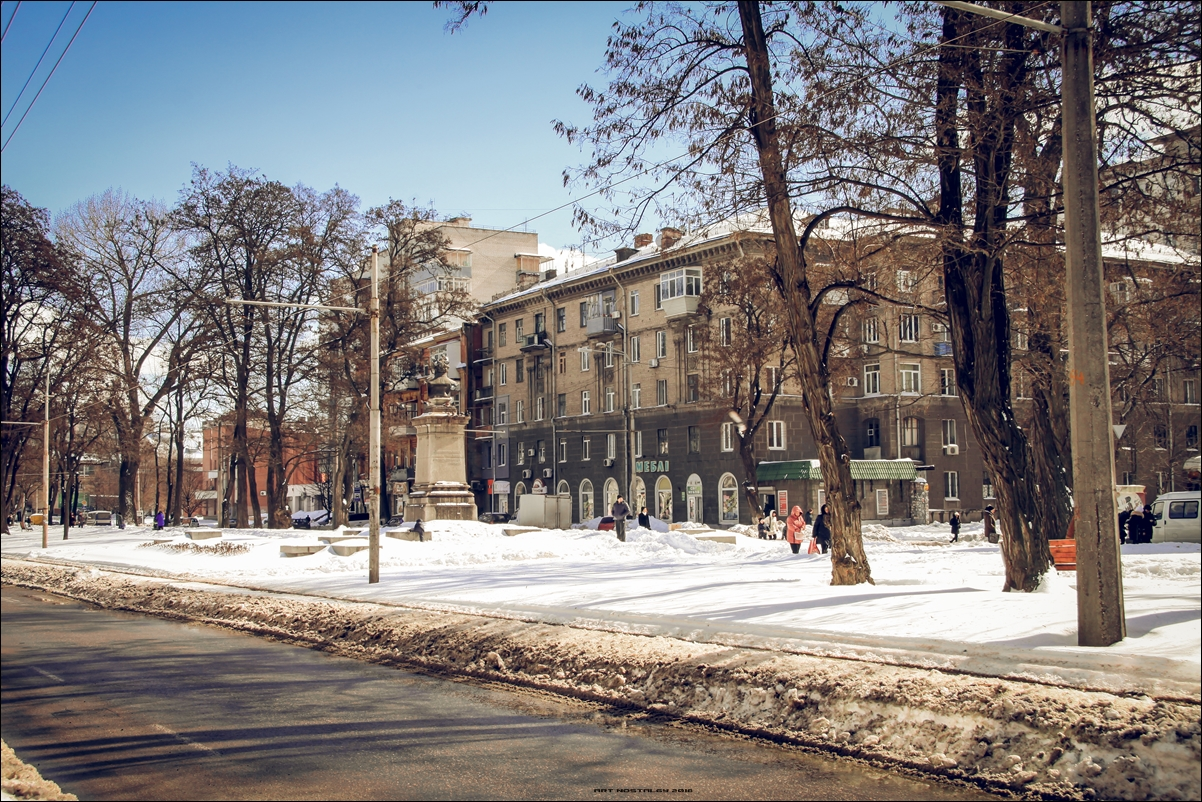
Проспект взимку